# Murnau-Werdenfels (razza bovina)

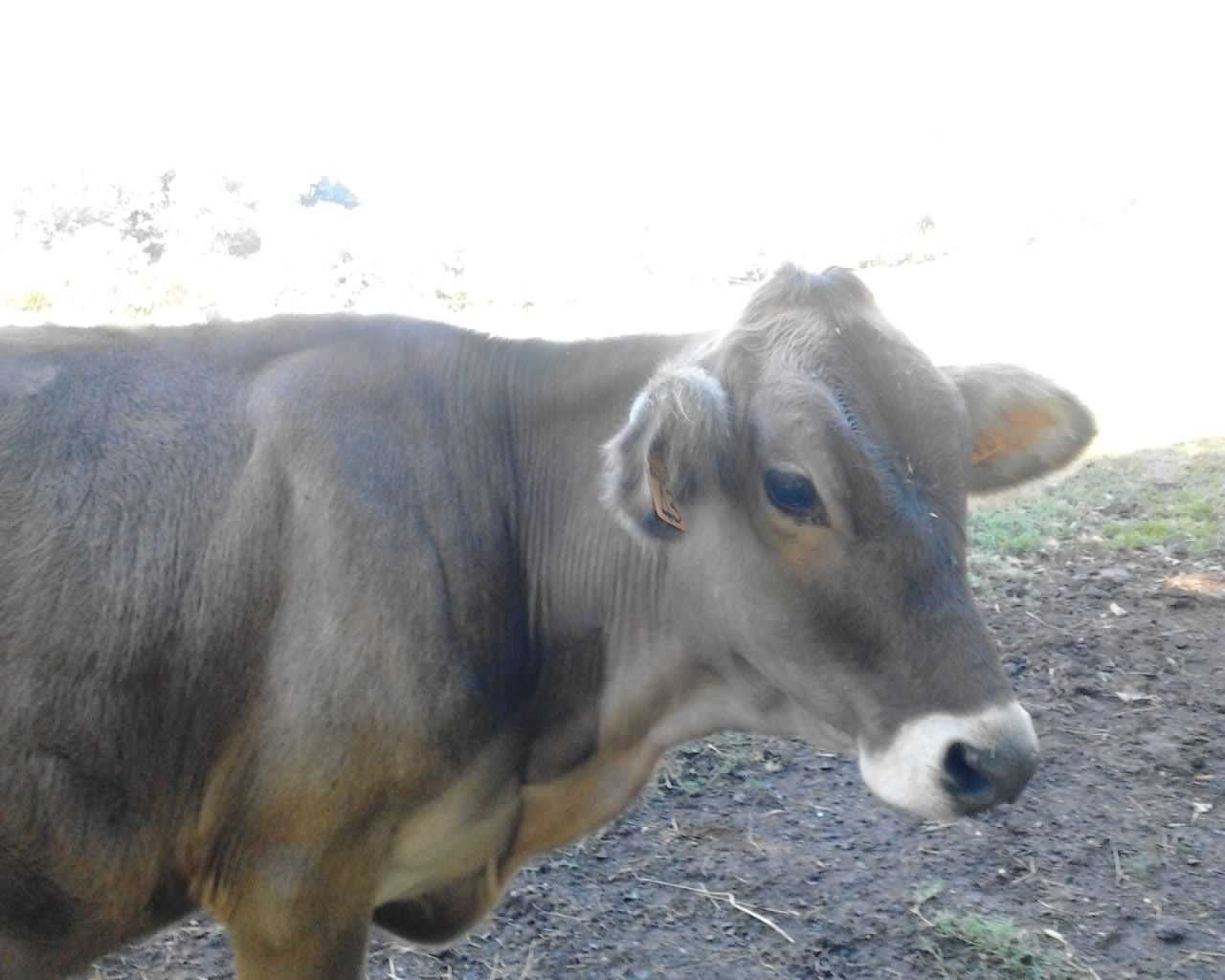
Mucca Murnau-Werdenfels (Italia)

La Murnau-Werdenfels è una vecchia e robusta razza bovina da latte dell'Alta Baviera (Germania).
La razza è in via di estinzione, con solo circa 130 femmine nel libro genealogico e seme congelato di circa undici maschi. Nel 2007 è stata indicata come a rischio di estinzione dalla Società tedesca per la conservazione delle razze di animali antichi. Lo stato federale della Baviera mantiene un branco di vacche da latte e una banca di spermatozoi e fornisce sostegno finanziario agli allevatori. La razza fa parte dell'Arca del Gusto della Fondazione Slow Food per la biodiversità, dedicata alla conservazione del patrimonio agricolo in pericolo.

## Morfologia
Gli animali sono di colore marrone-giallo ma ci sono grandi variazioni di colore dal giallo paglierino al marrone rossastro. Gli zoccoli e le punte del corno sono neri. C'è un bordo bianco attorno al muso che è scuro. Sono animali molto longevi e fertili. È una razza che si adatta in modo particolare all'allevamento in paesaggi paludosi, originaria del Tirolo (Austria) e strettamente imparentata con la Bruna svizzera, la Braunvieh e il Tirolese grigio. Oggi la principale regione di allevamento è attorno a Garmisch-Partenkirchen e Murnau, nell'insieme la "Campagna Werdenfels".
Le mucche producono circa 4300 kg di latte all'anno (3,8% di grassi; 3,4% di proteine) e raggiungono i 128–130 cm di altezza e un peso di 500–600 kg, mentre i tori possono raggiungere i 138–145 cm e gli 850–950 kg. Sia i tori sia i buoi possono essere usati per la produzione di carne. I buoi precedentemente servivano come forza lavoro ed erano molto apprezzati.